# Giorgio by Moroder
«Giorgio by Moroder» es una canción del dúo francés de música electrónica Daft Punk, incluida en su cuarto álbum de estudio, Random Access Memories (2013). La canción presenta al legendario productor italiano Giorgio Moroder, quien narra partes de su vida y carrera sobre una pista instrumental que evoluciona progresivamente. La pieza ha sido considerada una mezcla de homenaje y experimentación sonora que celebra los orígenes de la música disco y electrónica.

## Antecedentes

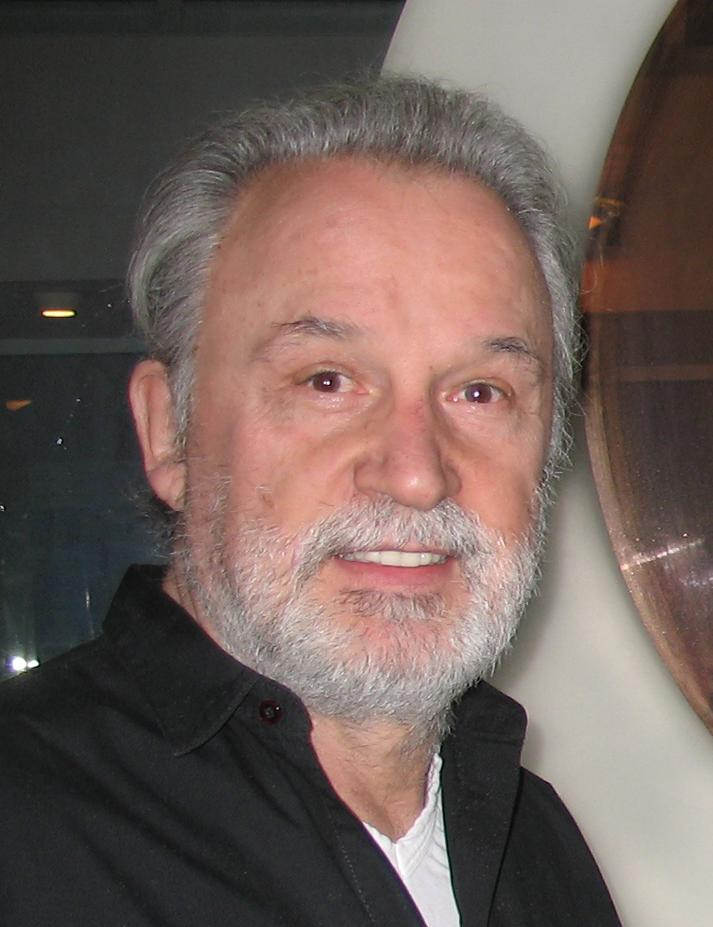
«Giorgio by Moroder» incluye la voz y la historia de Giorgio Moroder.

Giorgio Moroder mencionó por primera vez su colaboración con Daft Punk en mayo de 2012, revelando que había grabado un monólogo sobre su vida para un tema del álbum. La propuesta de Daft Punk fue realizar una extensa entrevista y editar extractos en una canción tipo documental.
El objetivo era usar el monólogo de Moroder como metáfora de la libertad musical, ya que los miembros del dúo veían su carrera como un reflejo de la evolución de los géneros musicales.
Moroder explicó que no participó en la composición: «Solo me pidieron contar mi historia. Ellos sabrían qué hacer con ella».
Daft Punk usó una maqueta previa que les parecía inspirada en el estilo de Moroder. Él habló sobre su proceso creativo, en particular sobre la canción "I Feel Love" (1977) de Donna Summer.

## Composición
La canción comienza con una narración hablada por Giorgio Moroder, en la que describe su traslado a Alemania y su decisión de dedicarse a la música. El relato fue grabado usando tres micrófonos distintos —uno de los años 60, otro de los 70 y un micrófono moderno— para representar las distintas etapas de su carrera, según explicó el propio Moroder. Luego de la narración, la pista evoluciona incorporando sintetizadores, percusiones en vivo, guitarras y cuerdas orquestales. Se destaca por su fusión de estilos que van desde la música disco hasta la electrónica progresiva.

## Producción
Giorgio by Moroder fue producida por Daft Punk en colaboración con un conjunto de músicos en vivo. La grabación incluye contribuciones del bajista Nathan East, el guitarrista Paul Jackson Jr., el baterista Omar Hakim y arreglos orquestales dirigidos por Chris Caswell. Giorgio Moroder no compuso la música de la pista, pero su narración sirvió de inspiración para el desarrollo temático de la canción.

## Recepción crítica
La canción fue elogiada por su ambición conceptual y ejecución técnica. Críticos como los de *Pitchfork* y *NME* destacaron la habilidad del dúo para entrelazar narrativa, instrumentación y producción moderna.

## En la cultura popular
La canción ha sido utilizada en producciones audiovisuales como ejemplo de la evolución del género disco y es frecuentemente empleada en clases de producción musical. En entrevistas posteriores, Giorgio Moroder ha comentado que colaborar con Daft Punk fue "una experiencia única" y que quedó sorprendido por el nivel de detalle en la grabación.

## Personal
- Daft Punk – producción, programación, sintetizadores, mezcla
- Giorgio Moroder – narración
- Nathan East – bajo
- Paul Jackson Jr. – guitarra
- Omar Hakim – batería
- Chris Caswell – arreglos orquestales

## Posicionamiento en listas
Aunque no fue lanzada como sencillo, la canción logró entrar en algunas listas musicales debido a las descargas digitales.
| País                      | Lista                            | Posición |
| ------------------------- | -------------------------------- | -------- |
| Bandera de Estados Unidos | Billboard Bubbling Under Hot 100 | 6        |
| Bandera de Francia        | SNEP                             | 78       |
| Bandera del Reino Unido   | UK Independent Chart             | 23       |